# Буе (Нант)
Буе (фр. Bouaye) насеље је и општина у западној Француској у региону Лоара, у департману Атлантска Лоара која припада префектури Нант.
По подацима из 2011. године у општини је живело 6003 становника, а густина насељености је износила 434,06 становника/km². Општина се простире на површини од 13,83 km². Налази се на средњој надморској висини од 16 метара (максималној 34 m, а минималној 0 m).

## Демографија
| 1962. | 1968. | 1975. | 1982. | 1990. | 2011. |
| ----- | ----- | ----- | ----- | ----- | ----- |
| 1.520 | 1.607 | 2.209 | 3.445 | 4.815 | 6.003 |